# رون استنیفورت
رون استنیفورت (به انگلیسی: Ron Staniforth) بازیکن فوتبال زادهٔ ۱۳ آوریل ۱۹۲۴ اهل انگلستان بود که سابقهٔ بازی در تیم ملی فوتبال انگلستان را در کارنامهٔ خود دارد. وی در تاریخ ۳ آوریل ۱۹۵۴ نخستین بازی ملی خود را در مقابل تیم ملی فوتبال اسکاتلند انجام داد و با حضور در ۸ بازی ملی، در تاریخ ۱ دسامبر ۱۹۵۴ واپسین بازی ملی‌اش را در برابر تیم ملی فوتبال آلمان غربی برگزار کرد.